# Furriel
En las Fuerzas Armadas españolas un furriel es un cabo que tiene a su cargo la distribución de suministros de determinadas unidades, así como el nombramiento del personal destinado al servicio de la tropa correspondiente. 

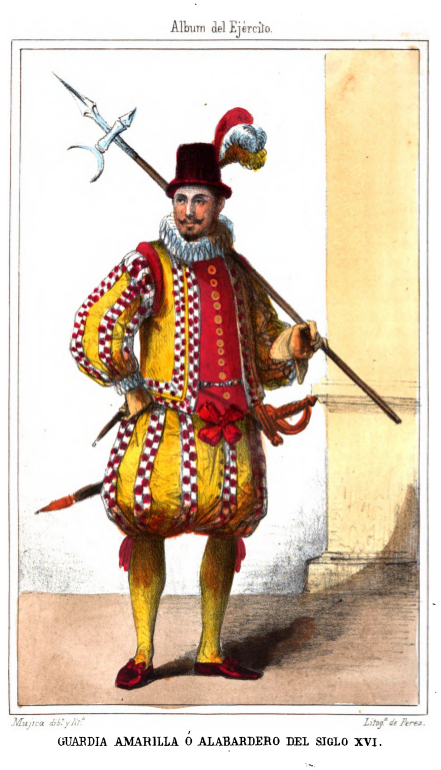
Guardia Amarilla o Alabardero del siglo XVI

## Historia
Durante los Austria, el furriel mayor formaba parte de los Tercios españoles. Para más señas, en 1534, al tiempo de crearse los Tercios, constaba la compañía de un capitán, un paje, un alférez, un sargento, un furriel, un tambor, un pífano, un capellán, diez cabos de escuadra y 240 soldados (arcabuceros o piqueros).
Incluso en época de Felipe IV y Carlos II encontramos a personajes cercanos al rey, como Diego de Soto y Aguilar, ostentando el cargo de furriel y aposentador de las tres guardias españolas de su Real persona.
En Perú, es un sargento segundo o cabo que trabaja en la preparación de la documentación.
En Venezuela, es un sargento que tiene como función principal la preparación de documentación y el nombramiento del personal de servicio.